# Karl von Fischer-Treuenfeld
Theodor Friedrich Karl von Fischer-Treuenfeld (Flensburg, 31 maart 1885 - Allendorf, 7 juni 1946) was een Duitse officier en SS-Gruppenführer (generaal-majoor) en Generalleutnant in de Waffen-SS tijdens de Tweede Wereldoorlog. Hij voerde het commando over de Waffen-SS troepen die na de aanslag op Heydrich de crypte in de Sint-Cyrillus-en-Methodiuskerk bestormden. 

## Leven
Op 31 maart 1885 werd Karl von Fischer-Treuenfeld geboren in Flensburg. Zijn vader was de Kapitän zur See in de Kaiserliche Marine Alwin Felix Friedrich Oskar von Treuenfeld (geboren 24 maart 1842 Maagdenburg - 13 mei 1952 Hannover) en zijn vrouw Friederike Emma von Treuenfeld (geboortenaam Harms) (geboren 13 februari 1851 Lübeck - 14 februari 1919 Hannover). Vanaf 1909 tot 1933 voerde de familie de naam von Fischer-Treuenfeld, daarna weer von Treuenfeld. Karl stamde af van het adellijk geslacht Fischer-Treuenfeld dat van origine uit het Harz stamde, werden in 1909 in de adelstand verheven.
Vanaf 1891 tot 1895 zet von Treuenfeld op de lagere school in Flensburg. Hierna ging hij naar het gymnasium (tot de derde klas van het gymnasium) in dezelfde plaats. In april 1898 ging Karl naar het cadettenhuis in Plön, en vervolgens tot 22 maart 1903 naar het hoofdcadetteninstituut Groß-Lichterfelde (na 1912 Berlin-Lichterfelde) bij Berlijn. Hierna werd von Treuenfeld als Seekadett (adelborst) in de Kaiserliche Marine ingezet. Op 3 april 1903 verliet hij de marine, en stapte over naar het Pruisische leger. Hij werd als Fahnenjunker (aspirant-officier) geplaatst in het 4. Garde-Feldartillerie-Regiment. Op 13 april 1903 legde von Treuenfeld de eed af. In mei 1903 kreeg hij Charakter als Fähnrich (Eretitel van een Vaandrig). Zes maanden later werd hij bevorderd tot Fähnrich (vaandrig). In de tussenliggende periode werd von Treuenfeld als batterijofficier in het 2e batterij van zijn regiment ingezet. Op 18 augustus 1904 volgde zijn bevorderd tot Leutnant (tweede luitenant). Na zijn bevordering, werd von Treuenfeld overgeplaatst naar het 1e eskadron van het 1. Leib-Husaren-Regiment Nr. 1. Hierna vervulde hij nog dienst in het 4e, 4e en 2e eskadron van hetzelfde regiment. Vanaf 1 oktober 1912 tot 31 juli 1914 was von Fischer-Treuenfeld naar de militaire academie in Berlijn gecommandeerd. In die periode werd hij bevorderd tot Oberleutnant (eerste luitenant). 

### Eerste Wereldoorlog
Tijdens de begin de van de Eerste Wereldoorlog werd von Fischer-Treuenfeld als ordonnansofficier in de Leib-Husaren-Brigade (H.K.K. Marwitz) door een kogel inslag zwaargewond aan zijn hoofd, neus en linkeroog. Vanaf 14 november 1914 tot 19 november 1914 lag hij in een militair hospitaal. Na zijn genezing, werd von Fischer-Treuenfeld als brigadeadjudant in het Leib-Husaren-Brigade (H.K.K. Marwitz) ingezet. Op 22 februari 1915 werd hij bevorderd tot Rittmeister (ritmeester). Hierna volgde zijn benoeming tot commandant van het 1e eskadron in het 1. Leib-Husaren-Regiment Nr. 1. Hierbij raakte von Fischer-Treuenfeld bij Gumboki (Popeljany/Oekraïne) zwaargewond aan zijn buik, rechter onderarm en rechter dijbeen. En werd naar het reserve-militair hospitaal in Tilsit gebracht. Hierna volgde nog meerdere verplaatsing naar andere militaire hospitalen in Hannover, Wildungen en weer naar Hannover. In november 1915 keerde hij terug naar het front. En von Fischer-Treuenfeld kreeg een tijdelijke functie in de Generale Staf bij de Oberbefehlshaber Ost (Oberost) (Opperbevelhebber Oost) generaal Erich Ludendorff. Als gevolg van zijn dienst in de Generale Staf, werd hij op 30 maart 1916 zijn rang gewijzigd in Hauptmann i.G. (kapitein in de Generale Staf). In mei 1916 werd von Fischer-Treuenfeld aan nieren- en blaas als gevolg van een verkoudheid die hij tijdens zijn dienst had opgelopen geholpen. Hij verbleef tot juni 1916 in het reserve-militaire hospitaal in Wildungen, en aan het Kaiser Wilhelm sanatorium in Wiesbaden. Na zijn genezing, werd von Fischer-Treuenfeld geplaatst als Generale Stafofficier in de afdeling van operatie's (Ia) in de Obersten Heeresleitung (OHL). Vanaf 4 januari 1918 tot 15 januari 1918 werd hij naar een leergang voor commandanten in Sedan gecommandeerd. Hierna werd von Fischer-Treuenfeld als Ia geplaatst in de Generale Staf van de 232e Infanteriedivisie. Op 2 november 1918 werd hij voorgedragen voor de Pour le Mérite, maar die werd niet meer toegekend. Aan het einde van de oorlog werd de divisie afgevoerd naar Oost-Pruisen als gevolg van de demobilisatie.

### Interbellum
Op 5 juni 1919 trouwde von Fischer-Treuenfeld met Leonore Newmann (7 februari 1901 in Hamburg) in Hittfeld. Het echtpaar kreeg een zoon Karl Hartwig (15 januari 1923 - 19 augustus 1943) en een dochter (20 april 1921). Hierna ging hij werken in Engeland. Vanaf 1921 tot 1924 was von Fischer-Treuenfeld leider van de Völkische Bewegung in Hamburg. In 1922 maakte hij via Ludendorff kennis met Hitler, maar werd nooit lid van de NSDAP. Van 1922 tot 1926 werkte von Fischer-Treuenfeld als handelaar handel dreef in Hamburg. Hierna werkte hij in de Verenigde Staten van februari tot mei 1926. In 1933 keerde hij weer terug naar Duitsland, en werkte voor zes jaren in Berlijn. Von Fischer-Treuenfeld bleef een goede vriend van Erich Ludendorff tot aan zijn dood in maart 1937.
In december 1938 werd hij opgeroepen als Major (majoor) in de militaire reserve. Op 1 mei 1939 werd von Fischer-Treuenfeld lid van de Schutzstaffel (SS), en kreeg de rang van een SS-Oberführer. Aanvankelijk diende hij als stafofficier in de SS-Totenkopfstandarten, en later als ambtschef van het ambt III in het SS-Personalhauptamt. Tegelijk was von Fischer-Treuenfeld inspecteur van de SS-Junkerschulen in het SS-Hauptamt.

### Tweede Wereldoorlog
Op 6 juni 1940 trad von Fischer-Treuenfeld officieel in dienst van de Waffen-SS. Hij werd naar de Führerstabsausbildung in de SS-Division Verfügungstruppe (SS-V-Division) gecommandeerd. En door een beschikking van de Führer was hij bevoegd tot het dragen van de rangonderscheidingstekens van een Generalmajor in de Waffen-SS. Op 5 april 1941 werd von Fischer-Treuenfeld benoemd tot commandant van de 2e SS-Infanteriebrigade. Himmler had kritiek op zijn leidinggevende capaciteiten, en dwong von Fischer-Treuenfeld om af te treden als commandant. Hij droeg de leiding over aan de SS-Oberführer Klingemann, en reisde naar Berlijn af. Daar werd von Fischer-Treuenfeld benoemd tot bevelhebber van de Waffen-SS in het Protectoraat Bohemen en Moravië. En werkte daar onder de waarnemend Rijksbeschermer Reinhard Heydrich. Na de aanslag op Heydrich, voerde von Fischer-Treuenfeld het bevel over de troepen die de crypte in de Sint-Cyrillus-en-Methodiuskerk bestormden. 

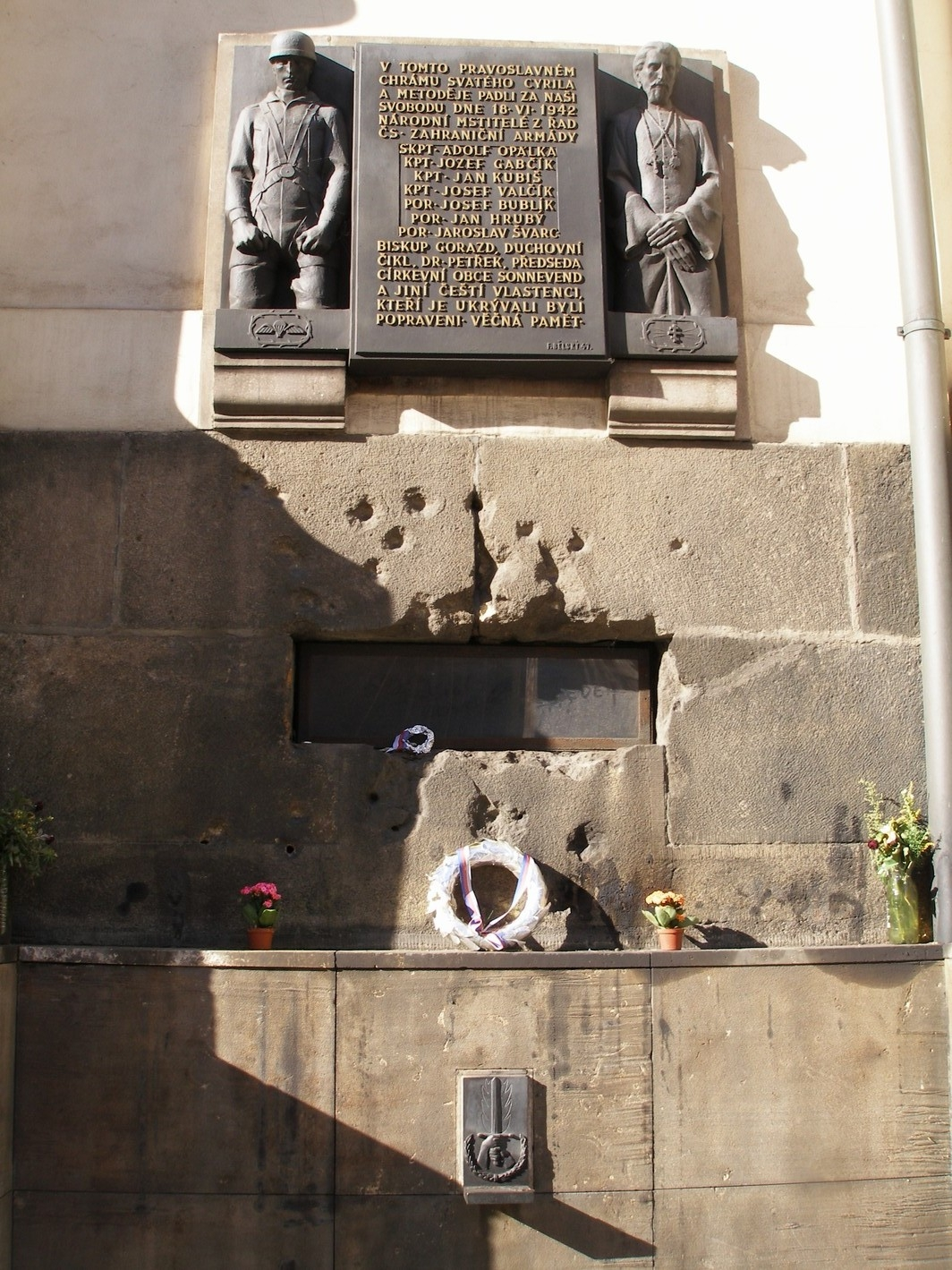
De crypte waarin de verdachten in zaten.

Eind 1942 werd von Fischer-Treuenfeld door een meningsverschil tussen hem en de Gestapo vervangen en overgeplaatst. Hij werd tot bevelhebber van de Waffen-SS in Zuid-Rusland en Oekraïne benoemd. Na zijn bevordering tot SS-Gruppenführer en Generalleutnant in de Waffen-SS, werd hij benoemd tot commandant van de 10. SS-Panzer-Division Frundsberg. Op 22 april 1944 tijdens de verdediging van Tarnopol raakte von Fischer-Treuenfeld zwaar gewond, en droeg het commando over de divisie weer over aan de SS-Standartenführer Harmel. Tijdens zijn hersteld werd hij geplaatst in het Führerreserve van het SS-Führungshauptamt. Von Fischer-Treuenfeld werd nog het tot commandant van het VI SS Korps benoemd. En werkte aan het einde van de oorlog nog als inspecteur in de inspectie 6 (pantsertroepen) in het SS-Führungshauptamt.

## Na de oorlog
In Oberaudorf bij Kustein raakte von Fischer-Treuenfeld in Amerikaans krijgsgevangenschap. Op 6 juni 1946 pleegde hij zelfmoord in het Amerikaans interneringskamp Allendorf.

## Citaat
„… jeder Mann sollte trainiert werden, ein fanatischer Hasser zu sein …
“… elke man moet worden opgeleid om een fanatieke hater te zijn …

## Carrière
Von Fischer-Treuenfeld bekleedde verschillende rangen in zowel de Allgemeine-SS als Waffen-SS. De volgende tabel laat zien dat de bevorderingen niet synchroon liepen.
| Datums                                            | Kaiserliche Marine | Pruisische leger       | Reichswehr          | Heer       | Allgemeine-SS    | Waffen-SS                       |
| ------------------------------------------------- | ------------------ | ---------------------- | ------------------- | ---------- | ---------------- | ------------------------------- |
| 22 maart 1903 - 23 maart 1903                     | Seekadett          | —                      | —                   | —          | —                | —                               |
| 7 april 1903                                      | —                  | Fahnenjunker           | —                   | —          | —                | —                               |
| 19 mei 1903                                       | —                  | Charakter als Fähnrich | —                   | —          | —                | —                               |
| 14 november 1903                                  | —                  | Fähnrich               | —                   | —          | —                | —                               |
| 18 augustus 1904 (met Patent vanaf 10 maart 1903) | —                  | Leutnant               | —                   | —          | —                | —                               |
| 18 augustus 1913                                  | —                  | Oberleutnant           | —                   | —          | —                | —                               |
| 22 februari 1915 - 25 februari 1915               | —                  | Rittmeister            | —                   | —          | —                | —                               |
| 30 maart 1916                                     | —                  | Hauptmann i.G.         | —                   | —          | —                | —                               |
| 31 maart 1920                                     | —                  | —                      | Charakter als Major | —          | —                | —                               |
| 16 december 1938                                  | —                  | —                      | —                   | Major z.V. | —                | —                               |
| 1 mei 1939                                        | —                  | —                      | —                   | —          | SS-Mann          | —                               |
| 1 mei 1939                                        | —                  | —                      | —                   | —          | SS-Oberführer    | —                               |
| 9 november 1940                                   | —                  | —                      | —                   | —          | SS-Brigadeführer | Generalmajor in de Waffen-SS    |
| 29 januari 1944 (met ingang van 30 januari 1944)  | —                  | —                      | —                   | —          | SS-Gruppenführer | Generalleutnant in de Waffen-SS |

## Lidmaatschapsnummers
- NSDAP-nr.: geen lid[16]
- SS-nr.: 323 792 (lid geworden 1 mei 1939[3][8])

## Onderscheidingen
Selectie
- Voorgedragen voor het Ridderkruis van het IJzeren Kruis door Generalfeldmarschall Walter Model, maar werd afgewezen door Himmler.[24][4]
- Voorgedragen op 2 november 1918 voor de Pour le Mérite, maar niet meer doorgevoerd vanwege het einde van de oorlog.[4][26]
- IJzeren Kruis 1914, 1e Klasse[27] (31 maart 1916[15][4]) en 2e Klasse[27] (29 september 1914[15][4])
- Duitse Kruis in goud op 8 mei 1944 als SS-Gruppenführer en Generalleutnant in de Waffen-SS en Commandant van de 10. SS-Panzer-Division Frundsberg[4][15][27]
- Gewondeninsigne 1939 in goud in 1944[15][4]
- Herhalingsgesp bij IJzeren Kruis 1939, 1e Klasse[27] (26 november 1942[15][4]) en 2e Klasse[27] (29 juni 1940[15][4])